# ロビン・ウォレン
ロビン・ウォレン（John Robin Warren、1937年6月11日 - 2024年7月23日）は、オーストラリアの病理学者。2005年ノーベル生理学・医学賞受賞。西オーストラリア大学名誉教授。

## 来歴
サウス・オーストラリア州アデレード生まれ。セント・ピーターズ・カレッジ卒業後、コモンウェルス奨学金を獲得しアデレード大学メディカル・スクールへ進学。1961年アデレード大学で医学士と理学士の学位と医師免許を取得。クイーン・エリザベス病院医員（1961年）、医学獣医学研究所研修医（1962年）、王立メルボルン病院臨床病理学教室研修医（1964年～1966年）、王立メルボルン大学病理学教室研修医（1966年～1968年）、豪州王立病理学カレッジ会員（1967年）、王立パース病院病理学教室専門医（1968年～1999年）。2005年から西オーストラリア大学名誉教授の地位にある。
1979年、ロイヤルパース病院の病理医をしていたときにヘリコバクター・ピロリを発見した。その後、キャリアの大部分を王立パース病院と西オーストラリア大学医学部病理学教室で過ごす（王立パース病院は西オーストラリア大学からの支援を受けている）。西オーストラリア大学での同僚バリー・マーシャルと共に、ヘリコバクター・ピロリが胃潰瘍の原因であることを証明し、潰瘍患者のヘリコバクター・ピロリの検出を容易にする便利な診断テスト (14C-urea breath-test) の開発に成功。この業績が認められ、2005年にノーベル生理学・医学賞をバリー・マーシャルと共同受賞した。
2024年7月23日、パースで死去。87歳没。

## 主な受賞歴
- ウォーレン・アルパート財団賞（1994年、バリー・マーシャルと共同受賞）
- オーストラリア医師会医学賞（1995年、バリー・マーシャルと共同受賞）
- 豪州王立病理学カレッジ特別会員賞（1995年）
- 第1回西太平洋ヘリコバクター会議開催賞（1996年）
- アデレード大学特別同窓生に選出（1996年）
- パウル・エールリヒ&ルートヴィヒ・ダルムシュテッター賞（1997年、バリー・マーシャルと共同受賞）
- 西オーストラリア大学より名誉医学博士号を授与される（1997年）
- ハワード・フローリー誕生100周年記念メダル（1998年）
- ノーベル生理学・医学賞（2005年）